# Società Sportiva Arezzo
La Società Sportiva Arezzo, meglio nota come Arezzo, è una società calcistica italiana con sede nella città di Arezzo. Milita in Serie C, la terza divisione del campionato italiano.
Costituita nel 2018, è l'erede della tradizione sportiva iniziata il 10 settembre 1923 con la fondazione dello Juventus Foot Ball Club e poi transitata attraverso vari soggetti societari, ultimo dei quali l'Unione Sportiva Arezzo, fallito nel corso della stagione 2017-2018.
A livello storico, esso vanta quale maggior successo sedici partecipazioni al campionato di Serie B, senza però aver mai raggiunto la massima divisione a girone unico; ha inoltre vinto per quattro volte il campionato di terza serie (nelle sue varie denominazioni), un'edizione della Coppa Italia Semiprofessionisti e una della Supercoppa di Lega di Serie C.
La FIGC considera l'Arezzo al sessantesimo posto nella graduatoria della tradizione sportiva dei club ad essa affiliati. L'Arezzo occupa il cinquantaquattresimo posto nella classifica perpetua della Serie B.
L'Arezzo è stata la prima società calcistica italiana con una quota azionaria intestata a un comitato creato dai propri tifosi, Orgoglio Amaranto, che dal 2010 ne possiede una partecipazione pari all'1%.

## Storia
La data di fondazione della società calcistica aretina è il 10 settembre 1923. Il nome originario è Juventus Foot Ball Club, la prima divisa è gialla con calzoncini neri.
Il 9 settembre 1930 la società cambia nome in Unione Sportiva Arezzo, dopo l'aggregazione della squadra originaria con altre realtà cittadine. Già nel 1933-1934 la squadra viene sciolta, e ricostituita nel 1936 in Seconda Divisione col nuovo nome di Società Sportiva Juventus Arezzo con il giallo e il nero come colori sociali. Al tradizionale nome di U.S. Arezzo si torna subito a partire dall'anno successivo riutilizzando l'amaranto come colore sociale.
Nel campionato di Serie C 1947-1948 gli amaranto, allenati dall'ungherese Árpád Hajós, vincono il girone N, qualificandosi alla nuova Serie C riorganizzata su 4 gironi nazionali.
Nel 1953 l'Arezzo retrocede in Promozione Regionale, per poi riguadagnare la serie C nel 1958.
Nel 1961 l'Arezzo si dota del nuovo Stadio Comunale: si tratta dello stesso stadio dove oggi gioca l'Arezzo, impianto sportivo che il 18 novembre 2006 è stato ribattezzato "Città di Arezzo".
Nella stagione 1965-1966 si ottiene la prima promozione in Serie B. La permanenza tra i cadetti dura però una sola stagione. Già nel 1968-1969 giunge comunque la seconda promozione, con l'allenatore Omero Tognon, per poi retrocedere nuovamente nel 1974-1975.
Il ritorno tra i cadetti arriva solo sette anni dopo, al termine della stagione 1981-1982, con la squadra allenata dall'ex-goleador interista Antonio Valentín Angelillo e trascinata dal bomber Tullio Gritti. La stagione è preceduta dalla conquista della Coppa Italia di Serie C, nel giugno 1981.

L'Arezzo della stagione 1973-1974, in Serie B, massima categoria raggiunta dagli aretini nel corso della loro storia.

L'anno dopo gli amaranto guadagnano la salvezza, ma la stagione d'oro è il 1983-1984, che vede l'Arezzo giungere quinto, a soli 5 punti dalla zona promozione. Nel 1987-88 l'Arezzo retrocede in Serie C1.
L'U.S. Arezzo disputa la sua ultima stagione sportiva nel 1992-1993, che culmina con il fallimento, l'esclusione alla 27ª giornata di campionato e la cancellazione della società dai ruoli federali FIGC. La notizia del fallimento trova risalto, sia pur per breve tempo, su tutti i supporti mediatici dell'epoca.
La storia dell'Arezzo riprende con "Ciccio" Graziani, che con altri soci fonda l'Associazione Calcio Arezzo e riesce ad iscriverla al Campionato Nazionale Dilettanti. Nel 1995-1996 arriva sulla panchina amaranto il pressoché sconosciuto Serse Cosmi. L'Arezzo vince il proprio girone volando in C2, mentre nel 1997-1998 si aggiudica i play-off del girone B e torna in C1.
Nel 2002-2003 l'Arezzo retrocede in C2 dopo essersi piazzato ultimo, ma l'anno successivo viene ripescato, e si appresta così a giocare nuovamente in terza serie. Fu chiamato in panchina Mario Somma, che si affidò alle prestazioni dell'attaccante Elvis Abbruscato e dal capitano Matteo Serafini. L'Arezzo vinse il girone A della Serie C1 con tre giornate di anticipo e tornò in Serie B. A fine stagione l'Arezzo conquista contro il Catanzaro, vincitore del girone B, la Supercoppa di Lega di Serie C.
Nella stagione 2005-2006 l'Arezzo, passato sotto la guida di Elio Gustinetti, guadagna rapidamente la matematica salvezza, e giunge settimo a fine campionato, ad un passo dall'accesso ai play-off per la Serie A.

L'Arezzo della stagione 1984-1985

Prima dell'avvio della stagione 2006-2007 anche l'Arezzo viene travolto dallo scandalo di Calciopoli, che sconvolge il calcio italiano nell'estate 2006. Il 18 agosto 2006 la Commissione di Appello Federale penalizza l'Arezzo di 9 punti nella classifica del campionato cadetto 2006-2007. La società amaranto ricorre a quel punto in appello, riuscendo però ad ottenere solo una diminuzione dei punti di penalizzazione da 9 a 6. Alla guida di Antonio Conte, per un periodo sostituito da Maurizio Sarri, l'Arezzo si gioca l'accesso ai play out all'ultima giornata. Gli amaranto vincono 3-1 in casa di un Treviso già salvo. Intanto lo Spezia strappa la vittoria alla Juventus, che essendo ormai promossa in serie A fece giocare per lo più giovani della primavera, costringendo l'Arezzo ad una ormai inevitabile retrocessione. La partita avrà anche una coda polemica, quando il mister Antonio Conte criticherà la sua ex-squadra, la Juventus, per la clamorosa sconfitta in casa contro lo Spezia. Tuttavia quell'anno l'Arezzo ottiene il suo risultato più prestigioso in Coppa Italia, arrivando a giocare i quarti di finale contro il Milan. Sconfitta per 2-0 al "Meazza" e vittoria per 1-0 al "Città di Arezzo".
Dopo alcune stagioni in Serie C, il 16 giugno 2010 la società comunica sul suo sito di non essere in grado di adempiere agli impegni previsti per il 25 giugno 2010 che consentirebbero il regolare proseguimento della gestione.
A seguito della mancata iscrizione, la squadra viene rifondata con il nome temporaneo di Associazione Sportiva Dilettantistica Atletico Arezzo: Marco Massetti ricopre il ruolo di presidente. Nel corso della stessa stagione la proprietà passa di mano ad una cordata di cui fa parte l'attore Luca Zingaretti, assistita dal commercialista romano Genesio Severini. I ruoli della squadra vengono riformulati con Walter Martucci direttore generale, Abel Balbo consulente tecnico e Maurizio Coppola allenatore. Gli amaranto arrivano al nono posto, rimontando sul finire di campionato dopo un inizio molto difficile. Nel frattempo la società cambia denominazione in Unione Sportiva Dilettantistica Arezzo.
Ad inizio 2013 la proprietà della squadra cambia ancora, nuovo presidente è Mauro Ferretti.
La stagione 2013-2014 inizia con una nuova ristrutturazione societaria. Il ruolo di direttore generale è affidato a Daniele Diomede, mentre la panchina va a Davide Mezzanotti che nel corso della stagione è stato esonerato e sostituito da Andrea Chiappini. Ad aprile, viene affidato il ruolo di direttore generale a Danilo Pagni con il conseguentemente allontanamento di Daniele Diomede dalla società. Il 4 maggio, a seguito delle dimissioni annunciate da Chiappini, la squadra viene affidata al vice allenatore Stefano Cardinali. La squadra chiude il torneo con 64 punti, al terzo posto alle spalle di Pistoiese e Foligno.

L'Arezzo della stagione 2000-2001

Alla vigilia della stagione 2014-2015, la società viene ripescata nel girone A della Lega Pro, per sostituire il Vicenza, a sua volta ripescato in Serie B in sostituzione del Siena, estromesso a seguito del dissesto finanziario.
Dopo un'annata esaltante, nel 2015-2016 la squadra di mister Capuano termina la stagione al nono posto, riuscendo ad ottenere un'insperata qualificazione alla Coppa Italia 2015-2016. Nella stagione 2016-2017, sotto la guida di Stefano Sottili, l'Arezzo si piazza quarto nel girone A di Lega Pro e si qualifica per i play-off, dove è sconfitto in casa ed eliminato dalla Lucchese (1-2) al primo turno. Dichiarata fallita il 15 marzo 2018, a causa di debiti pregressi non saldati per circa due milioni di euro, in seguito alla concessione dell'esercizio provvisorio la squadra, guidata da Massimo Pavanel, conquista la salvezza diretta, nonostante i 15 punti di penalizzazione accumulati per varie inadempienze. Il 6 maggio i curatori fallimentari annunciano il passaggio dell'azienda sportiva alla neonata Società Sportiva Arezzo, facente capo agli imprenditori Giorgio La Cava e Massimo Anselmi ed al comitato dei tifosi Orgoglio Amaranto.
Nell'agosto del 2020, Giorgio La Cava cede le sue quote alla Mag Servizi, società che gestisce diverse realtà tra cui la New Energy che diventerà lo sponsor principale del Club. Inizialmente affida la società al Dott. Fabbro Riccardo nella qualifica di Direttore Generale e a Roberto Muzzi per la parte sportiva (che appare come Resp del Settore Giovanile essendo privo di altre qualifiche dirigenziali) il quale nomina prima Giuseppe di Bari nel ruolo di Direttore Sportivo e poi il Mister Alessandro Potenza. Solo dopo 5 giornate verranno tutti esonerati ma non Roberto Muzzi, il quale sceglie ancora De Vito e Camplone come nuova accoppiata. Al termine del campionato, la squadra retrocede in Serie D.
Nella stagione sportiva 2021-2022, la presidenza del club passa all'imprenditore Guglielmo Manzo.
Nell'annata 2022-2023, la squadra, guidata da Paolo Indiani, vince il girone E della Serie D con tre giornate d'anticipo, ottenendo così una nuova promozione in Serie C dopo due anni.

## Colori e simboli

### Simboli ufficiali

#### Stemma

Stemma in uso fino al 2010.
Stemma in uso dal 2010 al 2018.
Stemma in uso dal 2018.

## Strutture

### Centro di allenamento
Attualmente la S.S. Arezzo tiene i suoi allenamenti nell'anti-stadio, formato da due campi in erba naturale.
Inoltre, l'Arezzo possiede il Centro Sportivo "Le Caselle", dove si trovano un campo a undici in erba naturale e uno in erba sintetica.
Ci sono anche due campi da calciotto e uno da calcetto. 
Questo, tuttavia, è attualmente utilizzato dal settore giovanile.

## Società

### Organigramma societario
Dal sito internet ufficiale della società.
Consiglio di Amministrazione
- Guglielmo Manzo - Presidente
- Sabatino Selvaggio - Amministratore delegato
- Paolo Giovannini - Direttore generale e responsabile dell’area tecnica
- Aniello Cutolo - Direttore Sportivo
- Elisa Panichi - Segretaria

Settore giovanile
- Giorgio Contu - Responsabile settore giovanile e scuola calcio
- Francesco Serrapica - Segretario

Area medica
- Egidio Giusti - Responsabile area medica
- Marco Bartolucci - Medico
- Andrea Bonacci - Medico
- Claudio Catalani - Medico
- Marco Benini - Fisioterapista
- Salvatore Gnisci - Fisioterapista
- Paolo Tirinnanzi - Psicologo

Area comunicazione e marketing
- Matteo Marzotti - Responsabile ufficio stampa
- Charon Carraturo - Responsabile marketing
- Simone Trippi - Addetto stampa
- Giulio Cirinei - Fotografo ufficiale
- Fabio Caoci - Sicurezza impianto stadio
- Alessio Saracini - Speaker ufficiale

### Sponsor
Di seguito i fornitori tecnici e gli sponsor ufficiali.
| Cronologia degli sponsor tecnici - 1982-1983 Wearover - 1983-1984 nessuno - 1984-1986 Umbro - 1986-1990 Adidas - 1990-1992 G&G - 1992-1993 Rapetti - 1993-1998 Gems - 1998-1999 G&G - 1999-2000 Galex - 2000-2001 nessuno - 2001-2003 Erreà - 2003-2010 Legea - 2010-2011 Givova - 2011-2012 Puma - 2012-2015 Sportika - 2015-2016 Gems - 2016-2018 Macron - 2018-2019 Joma - 2019-2020 Nike - 2020-2022 Kappa - 2022 - Rever Iconic | Cronologia degli sponsor ufficiali - 1981-1982 Ponte - 1982-1983 Caesar / Soldini - 1983-1986 Fibok - 1986-1987 Lebole - 1987-1990 Vetrella - 1990-1991 Oro Arezzo - 1991-1992 Mabo prefabbricati - 1992-1993 ... - 1993-1998 Caffè River - 1998-1999 Unoaerre - 1999-2000 Despar - 2000-2001 Ciet telecomunicazioni - 2001-2002 Oro Arezzo - 2002-2003 Despar - 2003-2004 Teletruria - 2004-2008 Banca Etruria - 2008-2012 Monte Paschi - 2012-2013 Gecom - 2013-2015 Gimet Brass & Galvamet - 2015-2016 Eco Group - 2016-2018 Euronics - Chimet - GP Motor - 2018-2019 Unoaerre - Chimet - 2019-2020 UBI Banca - Arte dello sport - Arno Spurghi - 2020-2021 New Energy Gas & Luce - 2021-2022 New Energy Gas & Luce - Nuovarredo |

## Allenatori e presidenti
- 1924-1930  Giuseppe Giannini
- 1930-1933 ...
- 1933-1936 Inattivo
- 1936-1938 ...
- 1938-1939  Italo Rossi
- 1939-1940  Luigi Cevenini
- 1940-1941  Guido Lenzi
- 1941-1942  Franz Hänsel (1ª-?ª)
 Aldo Pignatelli (?ª-30ª)
- 1942-1943  Aldo Pignatelli
- 1943-1945 Inattivo
- 1945-1947  Italo Rossi
- 1947-1948  Felice Romano (1ª-?ª)
 Árpád Hajós (?ª-30ª)
- 1948-1949  Piero Andreoli
- 1949-1950  Árpád Hajós
- 1950-1951  Piero Andreoli
- 1951-1952  Bruno Biagini
- 1952-1953  Ottorino Dugini
- 1953-1954  Aldo Pignatelli (1ª-?ª)
 Arduino Romoli (?ª-30ª)
- 1954-1957  Giuseppe Andrei
- 1957-1958  Giuseppe Andrei (1ª-?ª)
 Manlio Bacigalupo (?ª-30ª)
- 1958-1959  Manlio Bacigalupo
- 1959-1960  Bruno Biagini
- 1960-1961  Umberto Mannocci
- 1961-1963  Mario Caciagli
- 1963-1964  Aredio Gimona
- 1964-1966  Cesare Meucci
- 1966-1967  Cesare Meucci (1ª-15ª)
 Biagio Dreossi (16ª)
 Roberto Lerici (17ª-38ª)
- 1967-1970  Omero Tognon
- 1970-1973  Dino Ballacci
- 1973-1974   Andrea Bassi (1ª)
 Mario Rossi (2ª-38ª)
- 1974-1975  Graziano Landoni (1ª-10ª)
 Mario Rossi (11ª-38ª)
- 1975-1976  Lauro Toneatto
- 1976-1978  Dino Ballacci
- 1978-1979  Dino Ballacci (1ª-28ª)
 Mario Rossi (29ª-34ª)
- 1979-1980  Piero Cucchi
- 1980-1981  Piero Cucchi (1ª-7ª)
 Antonio Angelillo (8ª-34ª)
- 1981-1984  Antonio Angelillo
- 1984-1985  Enzo Riccomini (1ª-23ª)
 Giuseppe Chiappella (24ª-32ª)
 Mario Rossi (33ª-38ª)
- 1985-1986  Mario Russo (1ª-16ª)
 Enzo Riccomini (17ª-38ª)
- 1986-1987  Enzo Riccomini
- 1987-1988  Bruno Bolchi (1ª-21ª)
 Antonio Angelillo (22ª-38ª)
- 1988-1989  Rosario Rampanti (1ª-?ª)
 Alfredo Magni (?ª-34ª)
- 1989-1990  Alfredo Magni (1ª-?ª)
 Giovan Battista Benvenuto (?ª-34ª)
- 1990-1991  Giovan Battista Benvenuto (1ª-6ª)
 Domenico Neri (7ª-34ª)
- 1991-1992  Domenico Neri
- 1992-1993  Domenico Neri (1ª-5ª)
 Aldo Cerantola (6ª)
 Domenico Neri (7ª-11ª)
 Mario Rossi (12ª)
 Antonio Pasinato (13ª-18ª)
 Mario Rossi (19ª-27ª)
- 1993-1994  Vittorio Marini (1ª-?ª)
 Pietro Fontana (?ª-34ª)
- 1994-1995  Ennio Pellegrini (1ª-?ª)
 Giuseppe Pellicanò (?ª-34ª)
- 1995-2000  Serse Cosmi
- 2000-2001  Antonio Cabrini
- 2001-2002  Gian Cesare Discepoli (1ª-8ª)
 Enzo Ferrari (9ª-26ª)
 Mario Colautti (27ª-31ª)
 Giuseppe Pellicanò (32ª-34ª e play-out)
- 2002-2003  Paolo Beruatto (1ª-14ª)
 Silvano Fiorucci (15ª-18ª)
 Paolo Beruatto (19ª-27ª)
 Silvano Fiorucci (28ª-32ª)
 Carlo Florimbi (33ª-34ª)
- 2003-2004  Mario Somma
- 2004-2005  Pasquale Marino (1ª-28ª)
 Marco Tardelli (29ª-34ª)
 Pasquale Marino (35ª-42ª)
- 2005-2006  Elio Gustinetti
- 2006-2007  Antonio Conte (1ª-9ª)
 Maurizio Sarri (10ª-21ª)
 Antonio Conte (22ª)
 Maurizio Sarri (23ª-28ª)
 Antonio Conte (29ª-42ª)
- 2007-2008  Luciano De Paola (1ª-10ª)
 Stefano Cuoghi (11ª-24ª)
 Fabio Fraschetti (25ª-34ª)
- 2008-2009  Marco Cari (1ª-23ª)
 Guido Ugolotti (24ª-28ª)
 Marco Cari (29ª-34ª e play-off)
- 2009-2010  Leonardo Semplici (1ª-13ª)
 Giuseppe Galderisi (14ª-31ª)
 Leonardo Semplici (32ª-34ª e andata play-off)
 Giuseppe Galderisi (ritorno play-off)
- 2010-2011  Marco Carrara (1ª-6ª)
 Fabrizio Fratini (7ª-12ª)
 Maurizio Coppola (13ª-34ª)
- 2011-2012  Abel Balbo (1ª-9ª)
 Michele Bacis (10ª-34ª e play-off)
- 2012-2013  Abel Balbo (1ª-9ª)
 Michele Bacis (10ª-21ª)
 Federico Nofri Onofri (22ª-34ª)
- 2013-2014  Davide Mezzanotti (1ª-23ª)
 Andrea Chiappini (24ª-34ª e play-off)
- 2014-2015  Ezio Capuano
- 2015-2016  Ezio Capuano (1ª-31ª)
 Giovanni Bucaro (32ª-34ª)
- 2016-2017  Stefano Sottili
- 2017-2018  Claudio Bellucci (1ª-4ª)
 Massimo Pavanel (5ª-38ª)
- 2018-2019  Alessandro Dal Canto
- 2019-2020  Daniele Di Donato
- 2020-2021  Alessandro Potenza (1ª-5ª)
 Andrea Camplone (6ª-19ª)
 Roberto Stellone (20ª-38ª)
- 2021-2022  Marco Mariotti (1ª-10ª)
 Andrea Sussi (11ª-18ª)
 Marco Mariotti (19ª-34ª e play-off)
- 2022-2024  Paolo Indiani
- 2024-2025  Emanuele Troise (1ª-25ª)
Cristian Bucchi (26ª-)

- 1923-1930  Giuseppe Giannini
- 1930-1934  Umberto Bondi
- 1934-1938  Fausto Bianconi
- 1938-1943  Guido Bonaccini
- 1943-1945 Inattivo
- 1945  Elio Bottarelli
- 1946-1950  Battello Lucioli
- 1950-1951  Fausto Bianconi
- 1951-1953  Battello Lucioli
- 1953-1956  Giuseppe Peruzzi
- 1956-1961  Simeone Golia
- 1961-1964  Mario Lebole
- 1964-1970  Simeone Golia
- 1970-1975  Luigi Montaini
- 1975-1978  Gustavo Braconi
- 1978-1979  Donato Geppetti
- 1979-1986  Narciso Terziani
- 1986-1989  Benito Butali
- 1989-1990  Alberto Farsetti
- 1990-1992  Mauro Bianchini
- 1992-1993  Piero Mancini
- 1993-1998  Francesco Graziani
- 1998-2000  Giovanni Bovini
- 2000-2010  Piero Mancini
- 2010  Marco Massetti
- 2010-2013  Genesio Severini
- 2013-2017  Mauro Ferretti
- 2018-2020  Giorgio La Cava
- 2020-2021  Fabio Gentile
- 2021-  Guglielmo Manzo

## Palmarès

### Competizioni nazionali
- Coppa Italia Semiprofessionisti: 1

1980-1981
- Supercoppa di Lega di Serie C: 1

2004

### Competizioni interregionali
- Serie C: 3

1947-1948 (girone N), 1965-1966 (girone B), 1968-1969 (girone B)
- Serie C1: 2

1981-1982 (girone B), 2003-2004 (girone A)
- Campionato Nazionale Dilettanti: 1

1995-1996 (girone E)
- Serie D: 1

2022-2023 (girone E)

### Competizioni regionali
- Seconda Divisione: 1

1936-1937
- Campionato italiano di terza divisione: 1

1927-1928 (girone A)
- Quarta Divisione: 1

1925-1926 (girone A)
- Promozione: 1

1955-1956 (girone B)

### Competizioni giovanili
- Campionato Primavera 3: 1

2020-2021
- Campionato Primavera 4: 1

2024-2025 (girone B)

## Statistiche e record

### Partecipazione ai campionati
| Livello | Categoria                                   | Partecipazioni | Debutto   | Ultima stagione | Totale |
| ------- | ------------------------------------------- | -------------- | --------- | --------------- | ------ |
| 2º      | Serie B                                     | 16             | 1966-1967 | 2006-2007       | 16     |
| 3º      | Prima Divisione                             | 2              | 1931-1932 | 1932-1933       | 55     |
| 3º      | Serie C                                     | 32             | 1938-1939 | 2025-2026       | 55     |
| 3º      | Serie C1                                    | 16             | 1978-1979 | 2007-2008       | 55     |
| 3º      | Lega Pro Prima Divisione                    | 2              | 2008-2009 | 2009-2010       | 55     |
| 3º      | Lega Pro                                    | 3              | 2014-2015 | 2016-2017       | 55     |
| 4º      | Seconda Divisione                           | 2              | 1928-1929 | 1929-1930       | 9      |
| 4º      | IV Serie                                    | 2              | 1952-1953 | 1956-1957       | 9      |
| 4º      | Campionato Interregionale - Prima Categoria | 1              | 1957-1958 | 1957-1958       | 9      |
| 4º      | Serie C2                                    | 2              | 1996-1997 | 1997-1998       | 9      |
| 4º      | Serie D                                     | 2              | 2021-2022 | 2022-2023       | 9      |
| 5º      | Campionato Nazionale Dilettanti             | 3              | 1993-1994 | 1995-1996       | 7      |
| 5º      | Serie D                                     | 4              | 2010-2011 | 2013-2014       | 7      |

### Partecipazione alle coppe
| Competizione                    | Partecipazioni | Debutto   | Ultima stagione | Totale |
| ------------------------------- | -------------- | --------- | --------------- | ------ |
| Coppa Italia                    | 30             | 1938-1939 | 2020-2021       | 30     |
| Coppa Italia Semiprofessionisti | 6              | 1975-1976 | 1980-1981       | 30     |
| Coppa Italia Serie C            | 19             | 1981-1982 | 2023-2024       | 30     |
| Coppa Italia Lega Pro           | 5              | 2008-2009 | 2016-2017       | 30     |
| Supercoppa di Lega di Serie C   | 1              | 2004      | 2004            | 1      |
| Coppa Italia Serie D            | 6              | 2010-2011 | 2022-2023       | 6      |
| Poule Scudetto                  | 2              | 1995-1996 | 2022-2023       | 2      |

## Tifoseria

### Storia

Tifosi al vecchio stadio Comunale di Campo di Marte

I primi striscioni risalgono al 1975 con Ultras e Commandos Pantere, ad Arezzo il tifo organizzato nasce ufficialmente nel 1977, con il Commando Ultrà Arezzo (CUA), poi affiancato in un primo tempo dagli Eagles e dai Fighter, poi dalla Gioventù Amaranto (GA) e dai Fedayn; sempre ad inizio anni 80 nasceranno i Bacco's sons e gli Avengers. Questa bipartizione del tifo amaranto, frutto anche di diversi orientamenti ideologici (il CUA, Fedayn ed Avengers erano di sinistra, mentre gli Eagles e la GA di destra), all'interno della curva aretina si ripeterà anche successivamente. Nei successivi anni 80-90 compariranno altri striscioni come i Boys, Teste Matte Terontola (TMT), Ingovernabili, Beskie, Viking, Botoli ringhiosi, Devils, Gruppo Autonomo, Fossa Etrusca, Incivili, Crazy Gang, Incazzati, Rebels, Due giugno drunk, oggi gruppi non più esistenti perché sciolti o uniti ad altri. Nel 1993 il Commando Ultrà Arezzo si scioglie e il 17 dicembre 1995 nascono dalle ceneri del CUA gli Ultras Arezzo, che sono alla "guida" della tifoseria aretina coordinando cori e coreografie, ed gli Old fans club (OFC), i membri più anziani del CUA. La Fossa Arezzo, trae invece origine dalla fusione di alcuni gruppi storici come i Fedayn, il Gruppo Autonomo e la Fossa Etrusca: è attualmente il gruppo più numeroso della curva amaranto insieme agli Ultras. Dalla stagione 2008 il gruppo si è spostato nel centrosinistra della curva, e dirige insieme agli Ultras il tifo amaranto. Il gruppo Arezzo Ovunque, nato il 18 dicembre 1994, è tornato in Curva Sud dopo il rifacimento della stessa ed una breve parentesi in Maratona. Gruppi formati più recentemente da più di una decina di anni sono il 10 Settembre 1923 (ex Io ed i miei amici con l'unione di altre piccole realtà presenti in curva e Vecchia Guardia, che tutt'oggi condividono le gradinate della sud con Ultras, Fossa ed Arezzo Ovunque. Devils e OFC già da diverse stagioni non espongono più la loro pezza. Oggi il tifo a differenza degli anni 80-90 si dichiara apolitico e non vengono esposti simboli di nessuno schieramento durante le partite.
La curva sud prende nome da Lauro Minghelli capitano dell'Arezzo morto di SLA nel 2004, che ogni anno viene ricordato dai tifosi amaranto. 
Una caratteristica peculiare della curva aretina è la fusione fra stile italiano e inglese. La presenza di tifosi allo stadio oscilla fra i 2 000 e i 3 500 spettatori, con punte anche di 5 000 presenze nei derby o nelle partite importanti. Il record di presenze è stato di 17 000 spettatori nella gara interna contro il Perugia (9 maggio 1971) del campionato 1970-1971, nonostante all'epoca lo Stadio aretino potesse contenerne circa 15 000. Il risultato finale di quella partita fu 2-1 per l'Arezzo.

### Gemellaggi e rivalità
La tifoseria dell'Arezzo ha alcune amicizie sciolte sono quella fra gli Ultras Arezzo con gli ex Friulani al seguito, con gli ultras dell'Udinese e con quelli del Chieti. 
Si registra un'amicizia con gli ultras della Roma, nata dapprima a livello personale e di gruppo (CUCS con Fossa, Fedayn con Ultras, Mods e Crew con OFC), esplosa poi in maniera trasversale tra le tifoserie, con striscioni dedicati gli uni agli altri  esposte nelle gradinate altrui. 
La Fossa negli anni ha consolidato una grande amicizia con i sostenitori del Venezia (ex-GATE 22). Anche con la tifoseria della Salernitana si è venuto a creare un rapporto di reciproca stima ed amicizia culminato domenica 13 gennaio 2008 in occasione della partita tra amaranto e granata giocata ad Arezzo. In questa occasione gli ultrà di casa hanno ospitato quelli campani prima dell'incontro. La tifoseria aretina ha avuto amicizie anche con Sangiovannese (fino al 2003), Prato (fino al 1988) e Viterbese (fino al 1999).

Una fase del derby dell'Etruria tra Arezzo e Perugia del 17 marzo 1974

Le rivalità più sentite dai tifosi aretini sono quelle con il Siena e con le due squadre umbre. In particolar modo il derby con il Perugia, che va avanti ormai da diversi decenni e, in misura minore, con la Ternana. Anche in Toscana esistono altre ostilità, specialmente con il Livorno (con il quale l'Arezzo condivide il colore amaranto) e il Montevarchi. Altre rivalità minori, ma sempre sentite, sono quelle con i tifosi di Cesena, Pisa, Modena, Massese, Fiorentina, Foligno, Gubbio, Maceratese e Catanzaro. Sentite sono anche le rivalità con lo Spezia e la Juventus, ma — soprattutto nei confronti della società piemontese, da sempre particolarmente amata nella città toscana — createsi quando all'ultima giornata del campionato di Serie B 2006-2007, i bianconeri, già matematicamente vincitori del campionato cadetto, si lasciarono battere per 2-3 dai liguri a Torino, condannando l'Arezzo alla retrocessione diretta in C1.

## Organico

### Rosa 2025-2026
La rosa tratta dal sito ufficiale è aggiornata al 16 agosto 2025.
| N. |                       | Ruolo | Calciatore              |
| -- | --------------------- | ----- | ----------------------- |
| 1  | Italia (bandiera)     | P     | Luca Trombini           |
| 6  | Italia (bandiera)     | D     | Alessandro Renzi        |
| 7  | Italia (bandiera)     | C     | Filippo Guccione        |
| 8  | Ghana (bandiera)      | C     | Shaka Mawuli            |
| 10 | Italia (bandiera)     | A     | Emiliano Pattarello     |
| 11 | Portogallo (bandiera) | A     | Muhamed Varela Djamanca |
| 12 | Italia (bandiera)     | P     | Amoris Galli            |
| 13 | Italia (bandiera)     | D     | Matteo Gilli            |
| 14 | Italia (bandiera)     | C     | Marco Meli              |
| 15 | Italia (bandiera)     | D     | Nicolò Gigli            |
| 19 | Italia (bandiera)     | D     | Marco Chiosa (capitano) |
| 21 | Italia (bandiera)     | A     | Camillo Tavernelli      |
| 22 | Italia (bandiera)     | P     | Giacomo Venturi         |
| 23 | Italia (bandiera)     | D     | Matteo Arena            |
| 24 | Italia (bandiera)     | C     | Luca Chierico           |

| N. |                   | Ruolo | Calciatore            |
| -- | ----------------- | ----- | --------------------- |
| 26 | Italia (bandiera) | D     | Filippo De Col        |
| 27 | Italia (bandiera) | D     | Lorenzo Coccia        |
| 37 | Italia (bandiera) | D     | Samuele Righetti      |
| 45 | Italia (bandiera) | C     | Francesco Perrotta    |
| 46 | Italia (bandiera) | C     | Ettore Sani           |
| 71 | Italia (bandiera) | A     | Pietro Cianci         |
| 77 | Italia (bandiera) | A     | Francesco Dell'Aquila |
| 78 | Italia (bandiera) | C     | Gennaro Iaccarino     |
| 83 | Italia (bandiera) | C     | Gabriele Ferrara      |
| 91 | Italia (bandiera) | A     | Mario Ravasio         |
|    | Italia (bandiera) | D     | Dario Del Fabro       |
|    | Italia (bandiera) | D     | Mirko Lazzarini       |
|    | Italia (bandiera) | D     | Alberto Montini       |
|    | Italia (bandiera) | C     | Jacopo Dezi           |

### Staff tecnico
- Cristian Bucchi - Allenatore
- Flavio Giampieretti - Allenatore in seconda
- Luca Antei - Collaboratore tecnico
- Maurizio Pecorari - Preparatore atletico
- Iuri Bartoli - Preparatore atletico
- Francesco Testi - Collaboratore preparatore atletico
- Francesco Franzese - Preparatore dei portieri
- Federico Santi - Match analyst